# Roko Šimić
Roko Šimić (Milano, 10. rujna 2003.) hrvatski je nogometaš koji igra na poziciji napadača. Trenutačno igra za Karlsruher SC.

## Klupska karijera

### Rana karijera
Tijekom svoje omladinske karijere igrao je za Dinamo Zagreb, Kustošiju i Lokomotivu Zagreb.

### Lokomotiva Zagreb
Za Lokomotivu je debitirao 16. kolovoza 2020. ušavši kao zamjena u 67. minuti utakmice 1. HNL u kojoj je Dinamo slavio s visokih 6:0. Tijekom te sezone u kojoj se Lokomotiva borila za opstanak u 1. HNL, Šimić je u svim natjecanjima postigao 4 pogotka u 26 utakmica. Svoj prvi gol za Lokomotivu postigao je 7. listopada kada je Lokomotiva u produžetcima utakmice šesnaestine finala Hrvatskog nogometnog kupa pobijedila Gaj Mače 3:2. Svoja prva dva ligaška gola postigao je 21. travnja 2021. protiv Varaždina koji je izgubio 4:0.

### Red Bull Salzburg
Dana 17. srpnja 2021. Šimić je potpisao trogodišnji ugovor s Red Bull Salzburgom. Lokomotiva Zagreb za taj je transfer dobila 4 milijuna eura te 10 % iznosa Šimićevog budućeg transfera iz Red Bull Salzburga u neki drugi klub. Tom je odštetom Šimićev transfer srušio rekord za najveći izlazni transfer Lokomotive Zagreb kojeg je godinu dana ranije postavio Ivo Grbić transferom u Atlético Madrid za 3,5 milijuna eura. Šimić je prvotno trebao biti posuđen Lokomotivi na pola sezone, no na kraju je posuđen Lieferingu, austrijskom drugoligašu u kojem igraju mladi igrači Red Bull Salzburga. Za Liefering je debitirao i postigao svoj prvi gol 30. srpnja u ligaškom susretu protiv St. Pöltena kojeg je Liefering dobio 2:1. Zabivši šest golova u devet ligaških utakmica za Liefering te dva gola u dvije utakmice UEFA Lige mladih za Red Bull Salzburg, Šimić je impresionirao klupsko vodstvo Red Bull Salzburga te je 10. listopada produžio svoj ugovor s Red Bull Salzburgom do ljeta 2025. Za Red Bull Salzburg je debitirao 20. listopada ušavši kao zamjena u 87. minuti utakmice UEFA Lige prvaka 2021./22. u kojoj je Wolfsburg poražen 3:1. Četiri dana kasnije debitirao je u austrijskoj Bundesligi ponovno kao zamjena u 87. minuti i to protiv Sturm Graza kojeg je Red Bull Salzburg dobio 4:1. Dana 15. travnja 2022. postigao je jedan gol i tri asistencije za Liefering u ligaškoj utakmici protiv Dornbirna 1913. Sedam dana kasnije postigao je dva gola i jednu asistenciju u polufinalnoj utakmici UEFA Lige mladih u kojoj je Red Bull Salzburg pobijedio Atlético Madrid 5:0. Šimić je tako postao drugi Hrvat koji je izborio finale tog natjecanja. Prvi je bio Branimir Kalaica koji je u sezoni 2016./17. s Benficu izgubio od Red Bull Salzburga i to 2:1. Šimićev Red Bull Salzburg u finalu je izgubio 6:0 od Benfice. Sa sedam postignutih golova, Šimić je s dvojcem iz Midtjyllanda, Madsom Hansenom i Aralom Simsirom, djelio prvo mjesto na popisu najboljih strijelaca UEFA Lige mladih 2021./22.

### Zürich
Dana 5. siječnja 2023. Red Bull Salzburg posudio je Šimića Zürichu. Šesnaest dana kasnije u svom debitantskom ligaškom nastupu za klub postigao je dva gola i to u utakmici protiv Luzerna koja je završila 2:2.

### Povratak s posudbe
Postigao je jedina dva pogotka u ligaškoj utakmici odigranoj 3. rujna 2023. proitv bečkog Rapida. Prvijenac u UEFA Ligi prvaka postigao je iz penala 20. rujna kada je Benfica izgubila 0:2.

### Cardiff City
Šimić je 30. kolovoza 2024. prešao u Cardiff City za 2 milijuna eura, 500.000 eura u bonusima i 10 posto od idućeg transfera.

### Kortrijk (posudba)
Dan nakon što je prešao u Cardiff City, Šimić je 31. kolovoza 2024. posuđen belgijskom Kortrijku.

## Reprezentativna karijera
Tijekom svoje omladinske karijere nastupao je za selekcije Hrvatske do 15, 16, 17 i 21 godine.
Dana 12. listopada 2021. postigao je hat-trick protiv selekcije Azerbajdžana do 21 godine koja je poražena 1:5.

## Osobni život
Sin je bivšeg nogometaša Darija Šimića i njegove žene Jelene Medić. Roko Šimić rođen je u Milanu kada je njegov otac igrao za AC Milan. Roko ima tri brata: Viktora, Nikolasa i Davida, od kojih posljednji ima Downov sindrom. Roko Šimić nećak je bivšeg nogometaša Josipa Šimića. Rokov prapradjed brat je hajduka Andrijice Šimića. Roko je također krizmani kum Lukasu Kačavendi.

## Priznanja

### Osobna
- Najbolji strijelac UEFA Lige mladih: 2021./22.

### Klupska
Red Bull Salzburg
- Bundesliga: 2021./22., 2022./23.
- Austrijski nogometni kup: 2021./22.
- UEFA Liga mladih (finalist): 2021./22.

## Vanjske poveznice
- Profil, Hrvatski nogometni savez
- Profil, Soccerway (engl.)
- Profil, Transfermarkt (engl.)